# Indywidualne Mistrzostwa Polski w Zapasach 1974

## Mistrzostwa Polski w Zapasach1974

### Mężczyźni
- styl wolny

27. Mistrzostwa Polski – 22–23 marca 1974, Rzeszów
- styl klasyczny

44. Mistrzostwa Polski – 19–21 kwietnia 1974, Wrocław

## Medaliści

### Mężczyźni

#### Styl wolny
| Kategoria:   | Złoto:                             | Srebro:                                 | Brąz:                                |
| 48 kg        | Arnold Kropp Boruta Zgierz         | Edward Worek Stal Rzeszów               | Władysław Olejnik Budowlani Koszalin |
| 52 kg        | Władysław Stecyk Grunwald Poznań   | Wiesław Kończak Lotnik Wrocław          | Tadeusz Kudelski Gwardia Warszawa    |
| 57 kg        | Władysław Zabłocki Lotnik Wrocław  | Ryszard Górecki GKS Tychy               | Grzegorz Olearczyk GKS Tychy         |
| 62 kg        | Zbigniew Żedzicki GKS Tychy        | Zdzisław Stolarski Rzemieślnik Warszawa | Tadeusz Łuczywo Grunwald Poznań      |
| 68 kg        | Dariusz Ćwikowski AZS-AWF Warszawa | Zygmunt Kudelski Gwardia Warszawa       | Włodzimierz Cieślak Boruta Zgierz    |
| 74 kg        | Kazimierz Kos Gwardia Warszawa     | Władysław Kozłowski Boruta Zgierz       | Jan Łachoda Gwardia Warszawa         |
| 82 kg        | Michał Busse Budowlani Łódź        | Franciszek Kampik Dąb Brzeźnica         | Henryk Mazur Gwardia Warszawa        |
| 90 kg        | Edward Żmudziejewski Stal Rzeszów  | Paweł Kurczewski Budowlani Łódź         | Tomasz Busse Budowlani Łódź          |
| 100 kg       | Ryszard Długosz Stal Rzeszów       | Stefan Kiełbowski Gwardia Warszawa      | Jerzy Kachniarz LZS Giżycko          |
| ponad 100 kg | Stanisław Makowiecki Stal Rzeszów  | Wiesław Bocheński Gwardia Warszawa      | Czesław Witkowski Budowlani Łódź     |

#### Styl klasyczny
| Kategoria:   | Złoto:                                     | Srebro:                            | Brąz:                                 |
| 48 kg        | Aleksander Zajączkowski Unia Racibórz      | Jan Pietrzak Zagłębie Wałbrzych    | Wiesław Kuciński Barycz Boguszów      |
| 52 kg        | Wiesław Tańczyn Olimpia Elbląg             | Witold Małdachowski GKS Katowice   | Kazimierz Kucharski Legia Warszawa    |
| 57 kg        | Józef Wojciechowski Wisłoka Stomil Dębica  | Jan Michalik Wisłoka Stomil Dębica | Józef Kaleta Legia Warszawa           |
| 62 kg        | Józef Lipień Wisłoka Stomil Dębica         | Jerzy Sznicer Olimpia Elbląg       | Henryk Bachryj Unia Racibórz          |
| 68 kg        | Kazimierz Lipień Wisłoka Stomil Dębica     | Andrzej Supron GKS Katowice        | Jerzy Herduś Wisłoka Stomil Dębica    |
| 74 kg        | Stanisław Krzesiński GKS Katowice          | Andrzej Franas Pafawag Wrocław     | Andrzej Wojda AZS-AWF Warszawa        |
| 82 kg        | Antoni Masternak GKS Katowice              | Adam Ostrowski Legia Warszawa      | Ryszard Rybka Zagłębie Wałbrzych      |
| 90 kg        | Czesław Kwieciński Siła Mysłowice          | Jan Stawowski Siła Mysłowice       | Piotr Starzyński Unia Racibórz        |
| 100 kg       | Andrzej Skrzydlewski Wisłoka Stomil Dębica | Bolesław Mackiewicz Unia Racibórz  | Wacław Orłowski Wisłoka Stomil Dębica |
| ponad 100 kg | Marek Galiński Pafawag Wrocław             | Zdzisław Andrecki Legia Warszawa   | Henryk Tomanek GKS Katowice           |